# Dean Bank
Dean Bank – wieś w Anglii, w hrabstwie Durham. Leży 10 km na południe od miasta Durham i 366 km na północ od Londynu.